# Masayo Takahashi
Masayo Takahashi (高橋 政代, Takahashi Masayo, 23 de junio de 1961) es una médica, oftalmóloga e investigadora de células madre.Takahashi se desempeña como líderesa de investigación de proyectos en el Centro Riken de Biología del Desarrollo en Kobe, centrándose en la aplicación clínica de la tecnología de células iPS ( células madre pluripotentes inducidas ) en la degeneración macular. En 2014, Takahashi fue nombrada por la revista científica británica Nature como una de los "cinco científicos a seguir" a nivel mundial por su trabajo innovador en medicina regenerativa.  En marzo de 2017, un equipo dirigido por Takahashi completó el primer trasplante exitoso de células retinianas derivadas de iPS en el ojo de un paciente que padecía degeneración macular húmeda avanzada relacionada con la edad. Durante la cirugía, el paciente recibió un trasplante de aproximadamente 250 000 células epiteliales pigmentarias de la retina en el ojo generadas a partir de iPSC derivadas de donantes. Los resultados de este estudio histórico se publicaron en el New England Journal of Medicine.

## Educación
Takahashi nació en Osaka, Japón, en 1961. Tras graduarse en la Facultad de Medicina de la Universidad de Kyoto en 1986 y obtener un doctorado especializado en patología visual en la misma universidad en 1992, el trabajo clínico y de investigación de Takahashi se ha centrado en la oftalmología y las enfermedades de la retina. Eligió la oftalmología como especialidad porque quería tener una familia y pensó que la disciplina la ayudaría a equilibrar mejor el trabajo y la vida. En 1995 Takahashi comenzó una investigación postdoctoral en el Laboratorio de Genética del Instituto Salk. Allí quedó fascinada por las posibilidades de utilizar células madre para enfermedades oculares y terapia de retina. Desde 2001 se desempeña como profesora asociada en el centro de investigación traslacional. 